# ルアン (企業)
ルアン株式会社は、群馬県前橋市に本社を置く日本の企業。
増毛商品「スーパーミリオンヘアー」の製造・販売で知られる。

## 沿革
- 1973年4月 前橋市にルアン株式会社設立
- 1973年11月 ウィッグ販売開始
- 1976年2月 拡張のため本社移転
- 1983年7月 前橋市内にショールーム店鋪オープン
- 1985年9月 本社を前橋市南町に新築移転
- 1986年9月 スーパーミリオンヘアー製造開始
- 1988年8月 東京営業所を東京都板橋区大和町に開設
- 1993年9月 ヘアーサロンルアンオープン
- 1998年9月 東京営業所を渋谷区笹塚に移転
- 1999年8月 大阪営業所を兵庫県尼崎市に開設
- 2001年3月 本社を前橋市西片貝町に移転
- 2004年12月 資本金を4,500万円に増資
- 2006年8月 群馬大学と共同研究開始
- 2008年2月 名古屋営業所を名古屋市西区浅間に開設
- 2012年9月 東京本社を銀座に開設（東京営業所を統合）
- 2016年2月 群馬工場竣工
- 2018年8月 SMHヘアファンデーションシリーズ発売開始
- 2021年10月 SMHメンズヘアファンデーション発売開始

## 主力商品
主力商品のスーパーミリオンヘアーは、パルプ繊維に特殊加工を施して作られる増毛商品。薄毛の部分に叩いて使うと髪や地肌に付着し、髪が増えたように見える効果がある。1986年に製造が開始され、2022年9月現在、世界70以上の国と地域に輸出される。
同商品のコマーシャルは、代表取締役社長の阿部稔が梨元勝、山田邦子と共演していたほか、テレビショッピング番組にプレゼンテーターとして登場し、実演をしながら同商品を紹介。現在は阿部祐二と共演している。

## スポンサー番組
- パネルクイズ アタック25 - 2007年4月から9月まで筆頭スポンサー。
- 新婚さんいらっしゃい!
- おもいッきりイイ!!テレビ→おもいッきりDON! - 2008年4月頃から提供。
- さんまのSUPERからくりTV - 2008年10月から2009年3月まで提供。
- ナゼそこ?
- 情報ライブ ミヤネ屋
- 羽鳥慎一モーニングショー (9時台・毎週木曜日提供・60秒)